# 2024 في المغرب
تحتوي هذه المقالة على أهم الأحداث التي شهدها المغرب في 2024م، إضافة إلى أهم الشخصيات المغربية المولودة والمتوفية في هذه السنة.

## الحكم
- الملك: محمد السادس
- رئيس الحكومة: عزيز أخنوش.
- وزير الداخلية: عبد الوافي لفتيت

## الأحـداث
- 5 يونيو - ارتفاع عدد ضحايا الخمور الفاسدة في علال التازي.. وفيات وعشرات المصابين.[1]
- 5 يونيو - مصرع 4 أشخاص في حريق بقيسارية بالمدينة القديمة لفاس.[2]
- 21 نوفمبر - وفاة ضابطين في تحطم طائرة تدريب بداخل القاعدة الجوية ببنسليمان. (طائرة تدريب من طراز “دا 42″، مخصصة لتكوين الطيارين، اليوم الخميس 21 نوفمبر 2024 على الساعة العاشرة ودقيقتين صباحا بداخل القاعدة الجوية ببنسليمان، مباشرة بعد إقلاعها، مما أسفر عن وفاة ضابطين من القوات الجوية الملكية، عقيد مدرب وضابط متدرب).[3]
- 21 نوفمبر - الرئيس الصيني شي جين بينغ يصل المغرب في زيارة "قصيرة".[4]

## رياضة
- 21 أبريل - منتخب المغرب لكرة الصالات يُتوَّج للمرة الثالثة على التوالي بكأس إفريقيا لكرة القدم داخل الصالات.
- ميداليات المغرب في الألعاب الأولمبية الصيفية 2024.
  - سفيان البقالي، ميدالية ذهبية في ألعاب القوى	3000 متر موانع.
  - منتخب المغرب تحت 23 سنة لكرة القدم، الميدالية البرونزية.

## كتب
- رواية: «خط الزناتي»، للكاتب: شعيب حليفي.
- رواية: «مجهول الحال»، للكتاب سعيد بنسعيد العلوي.
- الترجمة العربية لرواية «جميلة هي الحرب» لللكاتب المغربي يوسف أمين العلمي، ترجمة: توفيق سخان.
- رواية: «حراس ابن خلدون»، للكاتب: محمد الهجابي.
- رواية: «إيريكا في غرفة الأخبار» للكاتب: عبده حقي.[5]
- كتاب: «المشروع الإصلاحي بالمغرب: بين جدلية التقليد والتحديث 1830-1912»، للكاتب: عبد الاله الحداد.
- ترجمة عربية لرواية "منقار البطة" لجيلبير سينويه، نقلها إلى العربية المغربي محمد جليد.
- رواية: «بني مكادة حكاية منسيين»، للكاتب: محمد الخرباش.
- كتاب: «التجارة المحظورة بالمغرب خلال القرن التاسع عشر: دراسة تاريخية»، للكاتب: يحيى بصراوي.
- كتاب: «مقاومة قبائل آيت عطا وآيت يفلمان للاحتلال الفرنسي 1889-1936م»، للكاتب: محمد كمال.
- ديوان: «كأني ذاهب إلى حرب»: للشاعر: جمال أزراغيد.
- رواية: «سِرداب النِّسيان»، للكاتب: عبد القادر الدحمني.
- سلسلة كتب ( تسعة عشر كُتيّبا): بعنوان «سلسلة تاريخ المغرب لليافعين من ظهور الإنسان العاقل إلى وفاة الحسن الثاني»، ،للمؤرخ المغربي امحمد جبرون.
- كتاب: «مُربّي الكلمات”»: للكاتب: عبد الكريم جويطي.
- كتاب: «نقد التاريخانية.. بين الجابري والعروي»: للكاتب: خالد طحطح.[6]
- إصداران جديدان للمفكر والأكاديمي محمد نور الدين أفاية، أحدثهما كتاب: «الزمن المنفلت: هل ما يزال المستقبل مرغوبا فيه؟»، وكتاب «الديمقراطية المنقوصة.. في ممكنات الخروج من التسلطية وعوائقه».[7]
- كتاب: «من هو سِّي البكاي” قصة أول وزير أول مغربي بعد الاستقلال»، أعدته نعيمة لهبيل التاجموعتي.[8]
- كتاب: «الأمثال المغربية دراسات ونصوص»، للكاتب: عبد القادر زمامة.[9]
- كتاب: «المخطوطات والكتابة بالحرف العربي في إفريقيا»، ، بإشراف من الباحثَين: أحمد شوقي بنبين، و تشارلز سي ستيوارت.[10]
- كتاب: «جوهرة الأصداف المكنونة في التعريف بتاريخ وأعلام وصلحاء قبيلة ارهونة»، للكاتب: عبد المجيد بودياب.[11]
- ترجمة كتاب: «Essai sur la littérature des Berbères - دراسة في أدب الأمازيغ»، للكاتب: هنري باسيه. ترجمة: الأكاديمي جمال أبرنوص.[12]

## الجوائز
- 13 أكتوبر - فاز العداء المغربي يونس بنار بـ ماراثون موسكو (مسافة 42,1 كيلومتر). وقطع المسافة في ظرف ساعتين و11 دقيقة و34 ثانية، يليه مواطنه المحجوب دازا (ساعتان و11 دقيقة و38 ثانية).
- 12 أكتوبر - مغربيتان مريم بوعود و فاطمة الكتاني تتألقان في مسابقة “أقرأ”، حازت مريم بوعود على جائزة “قارئ العام للعالم العربي”، كما توجت الطفلة فاطمة الكتاني بجائزة “القارئ الواعد”، وهي جائزة تمنح للشباب الذين يمتلكون موهبة القراءة وقدرات أدبية متميزة.[13]
- 18 أكتوبر - مغربيان ضمن الفائزين بجائزة كتارا للرواية العربية 2024، فاز ياسين كني في فئة الروايات غير المنشورة عن روايته “ع ب ث”، فيما فاز بوشعيب الساوري في فئة الدراسات النقدية عن عمله “تخييل الهوية في الرواية العربية”.[14]
- 23 سبتمبر - الفيلم الأمـازيغي “أيـور” يفوز بالجائزة الذهبيـة لمهرجان الغردقة لسينما الشباب بمصـر.[15]
- 23 سبتمبر - فاز فيلم (العبد) بفضية الشريط الروائي الطويل لمهرجان الغردقة لسينما الشباب بمصـر.[16]
- 16 ديسمبر - فاز الناقد المغربي إبراهيم الكراوي بجائزة الشارقة لنقد الشعر العربي عن بحثه “شعرية النص العابر للأجناس: من هاجس التأصيل إلى سؤال الحدود (نحو شعرية معممة)”.[17]
- 17 ديسمبر - نالت الحكمة المغربية بشرى كربوبي جائزة أفضل حكمة إفريقية لسنة 2024، وذلك خلال حفل جوائز الكونفدرالية الإفريقية لكرة القدم.[18]

## وفـيات

عباس الجراري

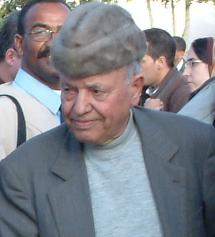
محمد بن سعيد أيت إيدر

مصطفى الداسوكين

مصطفى الزعري

- 11 يناير - بشرى الشتواني، إعلامية وناشطة حقوقية مغربية.
- 16 يناير - لحسن زينون، راقص ومُخرج مغربي، (79 سنة).
- 20 يناير - عباس الجراري، 86، أديب ومؤرخ ومفكر مغربي (86 سنة).[19]
- 6 فبراير - محمد بن سعيد أيت إيدر، مقاوم وسياسي مغربي (98 سنة).
- 7 فبراير - فاطمة الجامعي الحبابي، أديبة وأكاديمية مغربية (79 سنة).
- 5 مارس - محمد بن عبد الله الجندي، ممثل مغربي (78 سنة).
- 8 مارس - عبده شريف، مغني مغربي (53 سنة).
- 15 أبريل ـ منصف الحداوي، لاعب كرة قدم مغربي (60 سنة).
- 2 مايو - عبد العزيز النويضي، حقوقي والأستاذ الجامعي.
- 21 مايو - أيوب أيت عيشت، لاعب كرة قدم مغربي.
- 29 يونيو - لطيفة حمو، زوجة ملك المغرب الحسن الثاني (78 سنة).
- 6 يوليو(ز) - مصطفى الداسوكين، ممثل وفنان كوميدي مغربي (81 سنة).
- 13 يوليو(ز) - ليلى مزيان، طبيبة وسيدة أعمال مغربية (85 سنة).
- 22 أغسطس - محمد لخصاصي، سياسي وسفير مغربي (80 سنة).
- 26 أغسطس - جمال براوي، إعلامي كاتب صحفي مغربي.
- 22 سبتمبر - محمد خليدي، الأمين العام لحزب النهضة والفضيلة (86 سنة).
- 29 سبتمبر - عصمت دندش، باحثة ومؤرِّخة ومحقِّقة مصرية - مغربية.
- 5 أكتوبر - نعيمة المشرقي، ممثلة مغربية (81 سنة).
- 24 أكتوبر - عبد العزيز برادة، لاعب كرة قدم مغربي (35 سنة).
- 9 نوفمبر - حسن أقصبي، لاعب كرة قدم مغربي.
- 10 نوفمبر - عبد القادر لشهب، لاعب كرة قدم ودبلوماسي مغربي.
- 28 نوفمبر - محمد بلوالي، رئيس المجلس العلمي لمدينة تاوريرت، وعضو المجلس العلمي الأعلى، والرئيس السابق للمجلس العلمي لمدينة وجدة، (82 عاما).
- 1 ديسمبر - سعيد إدبعلي، نائب برلماني عن حزب التقدم والاشتراكية.
- 3 ديسمبر - مصطفى الزعري، ممثل كوميدي مغربي (79 سنة).
- 21 ديسمبر - محمد الخلفي، ممثل مغربي (87 سنة).
- 25 ديسمبر - محمد عنيبة الحمري، شاعر مغربي (78 سنة).